# Bozay Attila
Bozay Attila (Balatonfűzfő, 1939. augusztus 11. – Budapest, 1999. szeptember 14.) Erkel- és Kossuth-díjas magyar zeneszerző, citera- és furulyaművész.

## Élete, munkássága

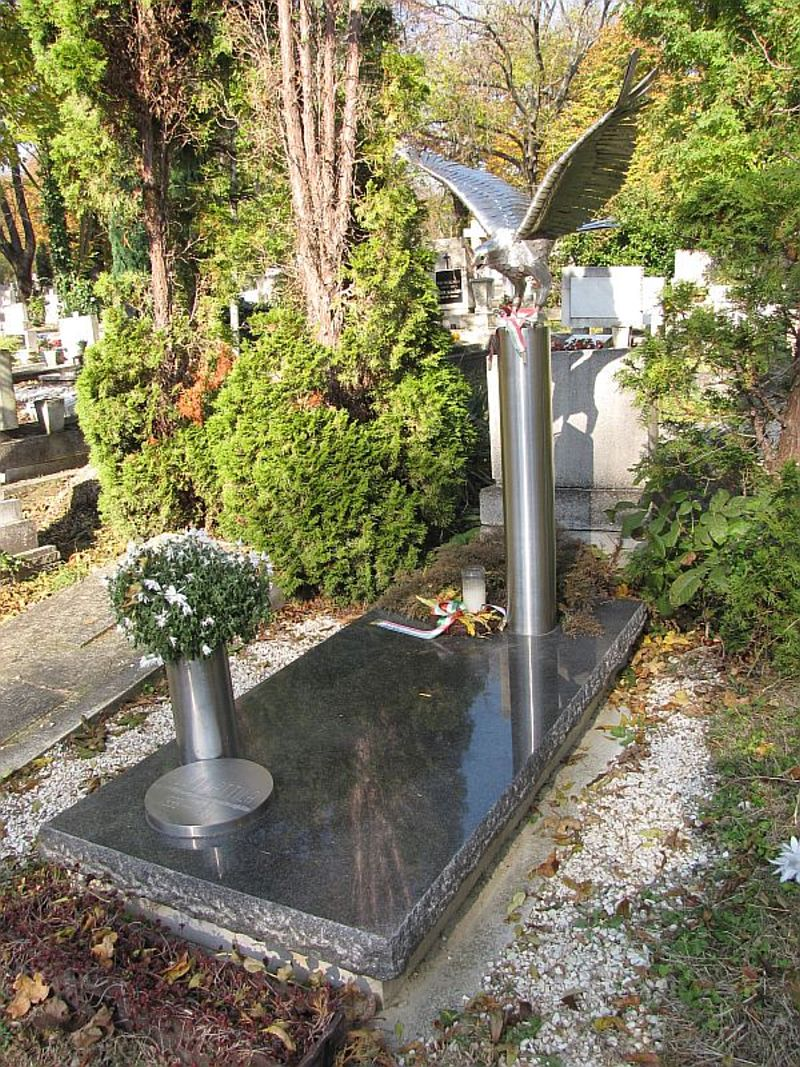
Bozay Attila sírja Budapesten. Farkasréti temető: 25-5-23. Alkotó: Segesdi György

A békéstarhosi Állami Zeneművészeti Szakközépiskolába járt, ahol 1953 és 1954 között zeneszerzést tanult Pongrácz Zoltán irányításával. A tarhosi iskola megszűnése után, 1954-től 1957-ig a budapesti Bartók Béla Konzervatórium tanulója volt, ahol zeneszerzői tanulmányait Szelényi István alatt folytatta. 1957-ben nyert felvételt a Liszt Ferenc Zeneművészeti Főiskolára, ahol zeneszerzés szakos hallgatóként Farkas Ferenc növendéke volt. A főiskolán 1962-ben végzett zeneszerzői és zeneelmélet tanári diplomával.
1963–64-ben a szegedi Zeneművészeti Szakközépiskola zeneszerzés és zeneelmélet tanára volt, majd 1966-ig kamarazenei szerkesztőként dolgozott a Magyar Rádiónál. 1967-ben az UNESCO ösztöndíjasaként fél évet töltött Párizsban, ahol modernzenei tanulmányokat folytatott, a Conservatoire-ben André Jolivet zeneszerző óráit látogatta. 1979-től haláláig a Zeneakadémián tanított, eleinte hangszerelést, de főleg zeneszerzést.
1979-től kapcsolódott be a magyar zene szervezeti életébe. A Magyar Zeneművészek Szövetségének elnökségi tagja, 1988-tól a Magyar Zeneművészeti Társaság alapító és egy ideig elnökségi tagja, a Békéstarhosi Baráti Kör elnöke volt. Alapító tagja és – 1991-ig – elnökségi tagja volt a Magyar Zeneszerzők Egyesületének, 1991-től alelnöke, majd 1992-től 1996-ig elnöke volt a Magyar Zenei Kamarának. 1990-től 1993-ig a Nemzeti Filharmónia igazgatója volt. Alapító tagja volt az 1992-ben létrejött Magyar Művészeti Akadémiának.
Bozay Attila műveit számos nemzetközi fesztiválon mutatták be: Tribune Internationale des Compositeurs (Párizs), Varsói Ősz, Zágrábi Biennále, a Modern Zene Nemzetközi Társasága (ISCM) londoni, brüsszeli, grenoble-i fesztiválja, más európai és USA-beli fesztiválok. Emellett citera- és csőrfuvolaművészként is sokfelé szerepelt a világban.
Hatvanéves korában, 1999-ben hunyt el, a Farkasréti temetőben nyugszik. Sírfelirata: „Mondottam ember: küzdj és bízva bízzál!” (Madách Imre: Az ember tragédiája, 15. szín).

## Zenéje
Már gyermekkorától komponált. E művei közül említésre érdemes a Séta meseországban című egyfelvonásos balett (eredetileg zongoraszvit volt, később hangszerelte) és a Medáliák zongoraciklus, melyben már a dodekafóniával is próbálkozott. A tizenkétfokúság ifjúkori, második alkotói periódusában (1958–1968) is jelen volt, de megmaradt még a korábbi folklor- és a neoklasszicista hatás is. Jelentősebb kompozíciói ebből az időből: Vonóstrió, Papírszeletek (dalciklus Radnóti Miklós verseire, amivel a párizsi Tribune Internationale des Compositeurs elnevezésű rádiós seregszemlén is szerepelt, Fúvósötös, I. vonósnégyes, Variációk zongorára, Pezzo concertato No.1.és Pezzo sinfonico No.1. (a két utóbbit Ferencsik János mutatta be).
Harmadik alkotói periódusa nagyjából 1969 és 1978 közé tehető. Ekkoriban kezdtek megjelenni műveiben a párizsi hatások, és a dodekafónia továbbfejlesztésének, illetve az aleatoria szélesebb körű érvényesítése irányába mozdult el. Közelített az elektronikus zenéhez, de kifejezetten elektronikus és számítógéppel generált zenét nem írt. A stíluskorszak jellegzetes művei: Sorozat, II. vonósnégyes, Pezzo sinfonico No.2., illetve Improvizációk I–II–III. citerára, csőrfuvolákra és vonóstrióra, preparált zongorára és vonószenekarra. Ezt követően jutott el egy kilenc-, majd tízhangos modusrendszerig, amely a bartóki 1:2 modell továbbfejlesztéseként értelmezhető. Ekkoriban jelentek meg érdeklődésében és műveiben – a mindig is jelenlévő folklorizmus mellett – a neoklasszicizmus, de még a neobarokk is. Ebben az időben készült el Vörösmarty Csongor és Tünde című darabjának megzenésítésével, ami már sok éve foglalkoztatta. Az operát Mihály András mutatta be 1985-ben. Többek között egynemű karok, kürt- és fuvolaverseny, dalciklusok alkotják még az időszak termését.

## Díjai
- Erkel Ferenc-díj (1968, 1979)
- Érdemes művész (1984)
- Bartók–Pásztory-díj (1988)
- Kossuth-díj (1990)
- Magyar Művészetért díj (1992)
- A millecentenáriumi operapályázat I. díja (Az öt utolsó szín, 2000)

## Főbb művei

### Operák
- Csongor és Tünde, Vörösmarty Mihály műve alapján
- Az öt utolsó szín, Madách Imre Az ember tragédiája című műve nyomán

### Kantáták
- Trapéz és korlát (Pilinszky János verseire)

### Zenekari és versenyművek
- Pezzo sinfonico No. 1, 2, 3
- Pezzo concertato No. 1, 2, 3

### Kamarazene, hangszeres szólóművek
- Zongora szonáta I, II
- Hegedű-zongora szonáta
- Gordonka-zongora szonáta
- Sorozat
- Malom
- Improvizációk 1, 2, 3
- Fúvósötös
- Vonósnégyes I, II, III
- Mirror Music for cither and cimbalom Op. 28
- Piano Piece No. 7 Op. 30b/1 (preparált zongorára, 1978)
- Pedagógiai művek (köztük: Medáliák: 36 kis zongoradarab)

### Vokális zene
- Dalciklusok Radnóti Miklós, József Attila, Fodor András, Kormos István verseire
- 24 egynemű kar Vörösmarty Mihály, Petőfi Sándor, Arany János, Vajda János költeményeire
- Vegyeskarok Károlyi Amy, Balassi Bálint, Gyöngyösi István verseire
- Vallásos énekek

## Diszkográfia
- Bozay: Quartetto per archi, Op. 9; Variazioni per pianoforte; Op. 10; Papírszeletek, Op. 5; Pezzo concertanto, Op. 11; Pezzo sinfonico, Op. 13 (Hungaroton, LPX 11412) – saját LP
- Hidas Frigyes: Fúvósötös No.2; Bozay Attila: Fúvósötös, Op. 6; Láng István: Fúvósötös No.2; Petrovics Emil: Fúvósötös (Hungaroton, LPX 11630) – közreműködő LP
- Bozay Attila művei (Hungaroton SLPX 11742) – saját LP (1976)
- Bozay: II. Vonósnégyes, Op. 21; Improvisations, No.2, Op. 27; Malom, Op. 23 (Hungaroton, SLPX 12058) – saját LP (1979)
- Mai magyar művek cimbalomra (Hungaroton, SLPX 12012) – közreműködő LP (1979)
- Kortárs zongoraművek (Hungaroton, SLPX 12569/HCD 12569–2) – közreműködő (1984)
- Bozay: Zenekari művek (Hungaroton, SLPX 12364) – saját LP (1988)
- Éneklő Ifjúság 10 (Hungaroton, SLPX 31102) – közreműködő LP (1988)
- Körmendi Klára zongorázik (Hungaroton, HCD 31606) – közreműködő (1995)
- Kortárs magyar zene fagottra és zongorára (Hungaroton, HCD 31725) – közreműködő (1997)
- Bozay: Zongoraszonáták Nos. 1,2 Op. 33/a, b; Szonáta hegedűre és zongorára Op. 34; Szonáta gordonkára és zongorára Op. (Hungaroton, HCD 31789) – saját (1998)
- Kórusművek Debrecennek (Magánkiadás, BR 0109) – közreműködő (1998)
- A Bárdos Lajos Leánykar jubileumi hangversenyének műsora (Magánkiadás, ZENCD-2000–02) – közreműködő (2000)
- Bozay plays Bozay (Hungaroton, HCD 31936) – saját (2000)
- Kortárs magyar kórusművek (Hungaroton, HCD 31956) – közreműködő (2001)
- Bozay: Három vonósnégyes Op. 9, 21, 40 (Hungaroton, HCD 32117) – saját (2003)